# Вакка, Давидо
Давидо Вакка (или Давиде Ваккари, итал. Davide Vacca; Генуя, 1518 — Генуя, 1607) — дож Генуэзской республики.

## Биография
Семья Вакка - или, в других источниках, Ваккари - происходила из Кьявари, а Давидо обычно признается уроженцем города Роверето, расположенного между нынешними муниципалитетами Кьявари и Дзоальи. Однако сам Давидо родился уже в Генуе в 1518 году, после того как его семья поселилась в районе Виа-дель-Кампо.
По данным хроник, Вакка с юности занялся изучением гражданского и канонического права, став впоследствии членом правовой коллегии Venerandum Dominorum Jurisperitorum. У него были прекрасные отношения с семьей Дориа и особенно с известным адмиралом Андреа Дориа, что облегчило вход в его семье в число знатных семей в результате государственной реформы 1528 года.
С началом гражданской войны в Генуе между 1575 и 1576 годами Давидо Вакка был одним из видных представителей "старого" дворянства (в противовес "новой" знати) и присутствовал от имени своей фракции на подписании мирных соглашений 10 марта 1576 года. Во время чумы 1579-1580 годов он возглавлял департамент здравоохранения, а 14 ноября 1587 года он был избран Великим Советом на пост дожа, 76-го в республиканской истории.
Среди важных событий правления Вакки были постоянные разногласия и споры с соседним герцогством Савойским по территориальным вопросам. Дож закончил свое правление 14 ноября 1589 года и затем, предположительно, занимал пост пожизненного прокурора и другие представительные должности. 
Вакка умер в Генуе в 1607 году и был похоронен внутри уже не существующей церкви Санта-Мария-делла-Паче в районе Сан-Винченцо.